# Strnad malinký
Strnad malinký (Emberiza pusilla) je malý druh pěvce z čeledi strnadovitých. 

## Popis
Ve svatebním šatu má červenohnědou hlavu s černými postranními temenními proužky. V prostém šatu připomíná samici strnada rákosního; liší se bílým očním kroužkem, jednotně červenohnědými tvářemi (s tenkým tmavým lemem vzadu), světlou uzdičkou, výrazným proužkem uprostřed temene, často malou světlou skvrnkou v příuší. Nohy jsou vždy růžové. 

## Výskyt
Hnízdí v severovýchodní Evropě v tajze. Vzácně, ale pravidelně zaletuje do Británie.
Výjimečně zalétl také do České republiky, kde byl dosud zjištěn pětkrát – v lednu 1981 byl chycen u Prahy, v dubnu 2006 byl samec pozorován u Slezských Pavlovic a v říjnu 2006 jeden exemplář chycen na Žehuňském rybníce. Dvakrát pak v roce 2016 – v září odchycen u Biskupic a v prosinci viděn v Citově.

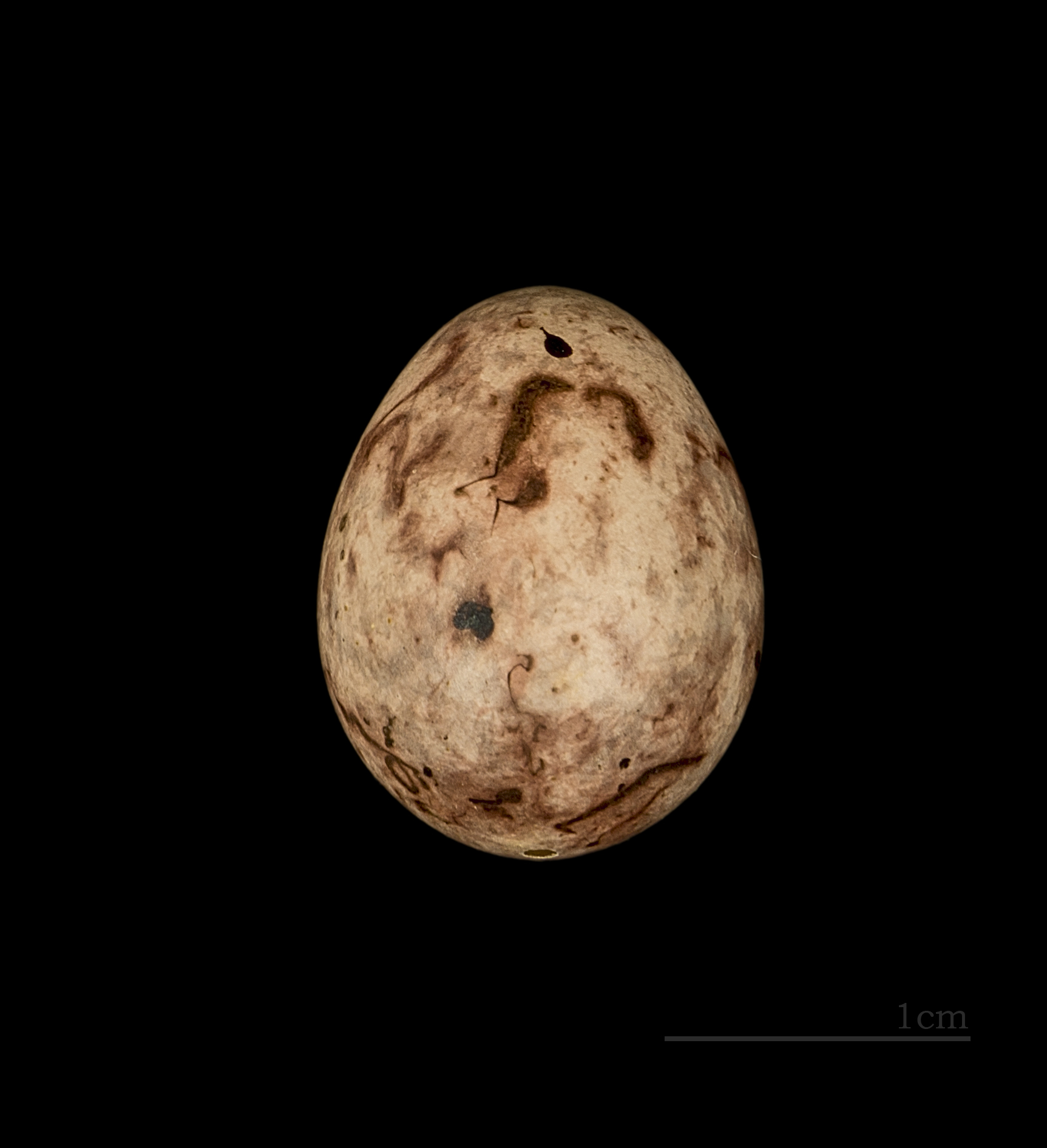
Vejce strnada malinkého (Emberiza pusilla)